# Randers hamn
Randers hamn är en hamn i Randers, Danmark. Hamnen hanterar drygt 1,5 miljoner ton varor per år, vilket gör den till en av de 15 största hamnarna i Danmark. Hamnen ägs av Randers kommun. Ungefär 400 personer arbetar inom hamnområdet. Under 2021 anlöpte 554 fartyg hamnen. Hamnområdet har 1 400 meter kaj och är strax under en kvadratkilometer. För att ge både staden och hamnen möjlighet att växa antogs 2021 en plan som innebär att hamnen över tid kommer att flytta från sin nuvarande position.